# Salma Ya Salama
Salma Yā Salāma (араб. سالمة يا سلامة) — єгипетська пісня.

## Історія
Її написав 1919 року єгипетський композитор Саєд Дарвіш на вірші єгипетського поета Баді Хайрі для п'єси Qulu lu. Пісня стала однією з тих, що змінили Велику Британію під час її колоніального панування над Єгиптом та сприяла розвитку зародків нової національної музики, оскільки вірші були присвячені простому народу, а не еліті. Інша назва пісні аль-Умал ва аль-Султа - "Робітники та британська влада". У ній співається про людську ностальгію за батьківщиною, про насолоду життям і в багатстві, і в бідності, про визначні якості людини на війні та у мирний час.
У 1979 композитор Халім Ель-Дабх написав музичний твір на замовлення групи з Анн-Арбора до їхньої подорожі Єгиптом. В основу покладено сільську народну пісню, в якій герої, повертаючись додому, оспівували свої ніжні почуття до їхніх улюблених жінок, яких вони змушені залишити для того, щоб зробити будівельні роботи для інших людей. Слово «Salma» звернене з вітанням до рідного дому, до якого щасливо повертаються мандрівники, а «Salama» означає заклик до миру та процвітання в ньому. Весь зміст пісні зводиться до такого: «Ми пішли і ми повернемося назад. Ми повернемось у доброму здоров'ї та до улюблених жінок, які зустрінуть нас у саду».

## Виконавці

### Даліда
Французька співачка Даліда в березні 1977 представила свою версію пісні, виконавши її на єгипетською арабською та французькою мовою, де йшлося про людину, що блукає пустелею і бачить міраж райського саду (джаннат).
У липні 1976 записано однойменний альбом Salma ya salama з титульною та іншими піснями. Пісня стала одним з перших хітів етнічної музики, записаної п'ятьма мовами (єгипетською арабською, французькою, німецькою, італійською та іспанською). Пісня мала оглушливий успіх за межами арабського світу.
Вінілові сингли вийшли на Sonopresse у двох записах — французькою (IS 45730), що містить також Ti amo Умберто Тоцці, і єгипетською (IS 45731), що містить інструментальну версію.
У 1978 Даліда підписала договір з Carrere Records, вийшов третій запис (CA 49354).

### Ремікси
У 1995 Лейбл звукозапису Orlando випустив дві реміксові версії пісні — одна була включена до альбому Comme si j'étais là... єгипетською арабською та французькою мовою. Через рік ремікс пісні увійшов до альбому L'an 2005 і був записаний окремим синглом, ставши в травні 1997 срібним, увійшовши в Top 20 chart. З цієї нагоди зняли відеокліп.

### Інші
Протягом XX століття пісня неодноразово виконувалася та перероблялася багатьма співаками. Її виконували Варвара, Гайфа Вагбі, Іштар, Шантал Шаманді, Жан-Мішель Жарр, Зійнет Салі, Крум спільно з Мирославом Костадіновим, дует «Twins» (на Нова хвиля 2011), Маленькі співаки дерев'яного хреста. Крім того, існують ремейки, виконані Атиллой Ташем (як Sallana Sallana, що увійшла в 1998 в його перший альбом Kırmızılım) та Філіпом Кіркоровим («Салма»).
У 1996 пісня використовувалася як саундтрек у фільмі «Вечірній прикид» Габріеля Агіона.
У Єгипті приспів «Salma ya salama, Ruhna we gayna bil-salama» став невіддільною частиною місцевої культури повсякденності (наприклад, її співають єгипетські школярі, що повертаються додому після шкільної екскурсії).
Виконувалася стороною під час історичного візиту Анвара Садата до Єрусалиму в листопаді 1977, що поклав кінець війні між Єгиптом та Ізраїлем.